# Dayal-rigó
A Dayal-rigó (Copsychus saularis) a madarak osztályának verébalakúak (Passeriformes) rendjéhez és a légykapófélék (Muscicapidae) családjához tartozó faj.
Banglades hivatalos madara.

## Rendszerezése
A fajt Carl von Linné svéd természettudós írta le 1758-ban, a Gracula nembe Gracula Saularis néven.

## Alfajai
- Copsychus saularis adamsi Elliot,
- Copsychus saularis amoenus (Horsfield, 1821)
- Copsychus saularis andamanensis Hume, 1874
- Copsychus saularis ceylonensis P. L. Sclater, 1861
- Copsychus saularis erimelas Oberholser, 1923
- Copsychus saularis masculus Ripley, 1943
- Copsychus saularis musicus (Raffles, 1822)
- Copsychus saularis nesiarchus Oberholser, 1923
- Copsychus saularis pagiensis Richmond, 1902
- Copsychus saularis pluto Bonaparte, 1850
- Copsychus saularis prosthopellus Oberholser, 1923
- Copsychus saularis saularis (Linnaeus, 1758)
- Copsychus saularis zacnecus Oberholser, 1912[2]

## Előfordulása
Dél- és Délkelet-Ázsiában, Banglades, Bhután, Brunei, Kambodzsa, Kína, India, Indonézia, Laosz, Malajzia, Mianmar, Nepál, Pakisztán, a Fülöp-szigetek, Szingapúr, Srí Lanka, Thaiföld és Vietnám területén honos. 
Természetes élőhelyei a szubtrópusi vagy trópusi síkvidéki és hegyi esőerdők, mocsári erdők, mangroveerdők, lombhullató erdők és cserjések, valamint szántóföldek, ültetvények és vidéki kertek. Állandó, nem vonuló faj.

## Megjelenése
Testhossza 21 centiméter beleértve a farkát is, amelyet általában felfele tart, testtömege 31-42 g gramm. Alakja hasonlít a vörösbegyéhez, de a farka hosszabb. A hím feje, háta és torka fekete, szárnyán egy fehér csík található. Hasa és a farkának az alja fehér, teteje szürke. A tojónak ott szürke, ahol a hímnek fekete, így könnyen megkülönböztethetőek. 
|  |  |  |

## Életmódja
Tápláléka főleg rovarokból áll és más gerinctelenekből.

## Szaporodása
Szaporodási időszaka márciustól júniusig tart, egyes helyeken januártól júniusig. Fészekalja 4–5 oválias, halványkék, barna foltos tojásból áll. A tojó csak 8–14 napig ül a tojásokon. A fészek rendelkezik egy erős szaggal. A tojók többet foglalkoznak a fiókákkal mint a hímek, a hímek ebbe az időszakba nagyon agresszívak és védik a területüket.

## Természetvédelmi helyzete
Az elterjedési területe rendkívül nagy, egyedszáma pedig stabil. A Természetvédelmi Világszövetség Vörös listáján nem fenyegetett fajként szerepel.